# Nina Persson
Nina Elisabet Persson (Örebro, 6 september 1974) is een Zweedse zangeres en songwriter. Ze is de zangeres van de band The Cardigans. Als soloartieste heeft ze onder de naam A Camp twee albums uitgebracht. Met de Manic Street Preachers zong Persson het nummer Your Love Alone Is Not Enough van het album Send Away the Tigers. Daarnaast leverde ze een bijdrage aan het album It's a Wonderful Life (2001) van Sparklehorse.
In 2006 maakte ze haar filmdebuut in de film Om Gud Vill. Persson is getrouwd met de Amerikaanse muzikant Nathan Larson (Shudder to Think). Verder maakt ze deel uit van het Ierse collectief The Cake Sale.
- Bibsys: 4049797
- Bibliothèque nationale de France: cb14045976g (data)
- Gemeinsame Normdatei: 135238307
- International Standard Name Identifier: 0000 0000 7841 1812
- Library of Congress Control Number: no2014019110
- MusicBrainz: fb3b8b9a-ef82-4a89-bbae-6361e2f999f3
- Nationale Bibliotheek van Tsjechië: js20060908032
- LIBRIS: 213958
- Virtual International Authority File: 84253770
- WorldCat: E39PBJj4pwcCMt7vp3tvjpBkjC